# 마닐라만 전투

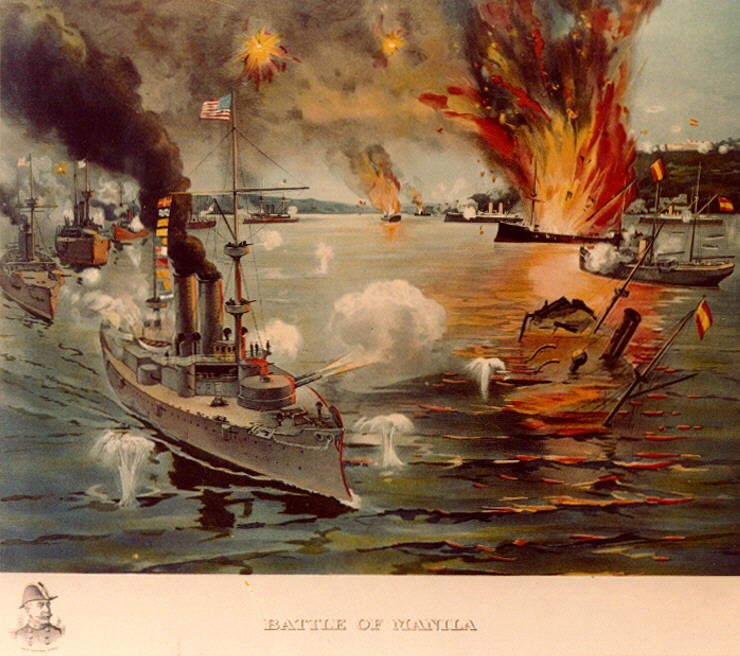
마닐라 만으로 들어가는

마닐라만 해전(영어: Battle of Manira Bay, 스페인어: Batalla de Cavite)은 1898년 5월 1일 미국-스페인 전쟁 중에 일어난 해전 중의 하나이다. 조지 듀이 사령관이 이끄는 미국 아시아 전대는 파트리시오 몬토호 제독이 이끄는 스페인 태평양 전대와 교전을 벌여 격파했다. 이 전투는 필리핀 마닐라 만에서 일어났으며, 미국과 스페인 간의 최초의 주요 교전이다. 이 전투는 역사상 가장 결정적인 해군 전투 중 하나였으며, 필리핀 역사에서 스페인 식민기 시기를 종식한 사건이었다.

## 개요
메인 호 사건 이후 미국과 스페인의 관계는 매우 악화되었기 때문에 미국은 전쟁 준비를 시작하게 되었다. 당시 스페인령이었던 필리핀에 가장 근접한 것은 조지 듀이 대장이 이끄는 홍콩의 아시아 전대 (Asiatic Squadron)이며 각각 2척의 방호 순양함과 포함을 보유하고 있었다. 미국 해군은 개전까지 이를 방호 순양함 2척과 포함 1척을 추가했다.
스페인 몬토호 제독은 미국의 공격이 있을 것을 미리 감지하고 마닐라에 기뢰를 부설하고, 또한 해안포의 지원을 얻을 수 있는 카뷔테 근처에 진을 쳤다. 무적함대의 함정은 미국 함대와 비교하여 작고 장갑이 없고, 또한 함포의 구경이나 사정도 열악했다. 두 번째로 큰 함은 목조함이었다.
미국의 아시아 전대는 개전과 거의 동시에 홍콩을 출항하여, 4월 30일 마닐라 근해에 이르렀다. 스페인군은 이에 연안에서 포격을 가했으나 명중된 것이 거의 없었다. 미국 함대는 포탄 수가 불안했기 때문에 스페인 함대의 포격을 무릅쓰고, 계속 진전했다. 곧 듀이 대장은 기함 올림피아의 함장 그리들리 대령에게 내린 간단한 지침은 이후 유명한 명언이 된다.
| “ | 그리들리, 준비되는대로 그냥 쏴!(You may fire when ready, Gridley) | ” |

포격을 시작한 후 6시간 만에 스페인 해군 함선은 격침되어, 괴멸하고 말았다. 이후 미국 해군은 필리핀 인근 해상권을 장악하게 된다.

## 같이 보기
- 미국-스페인 전쟁

## 사진

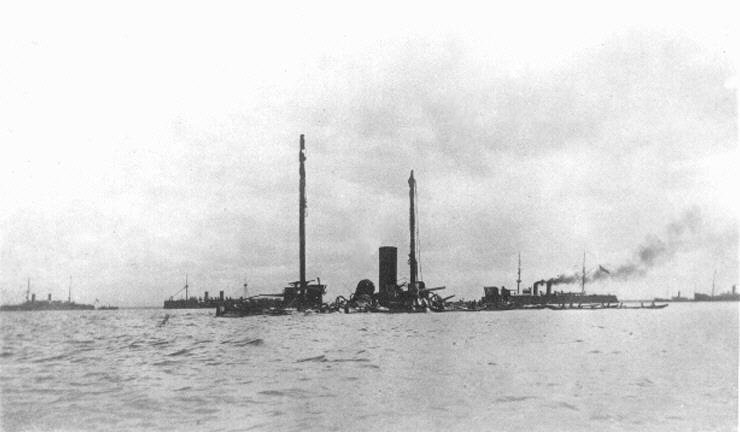
카스틸라의 난파
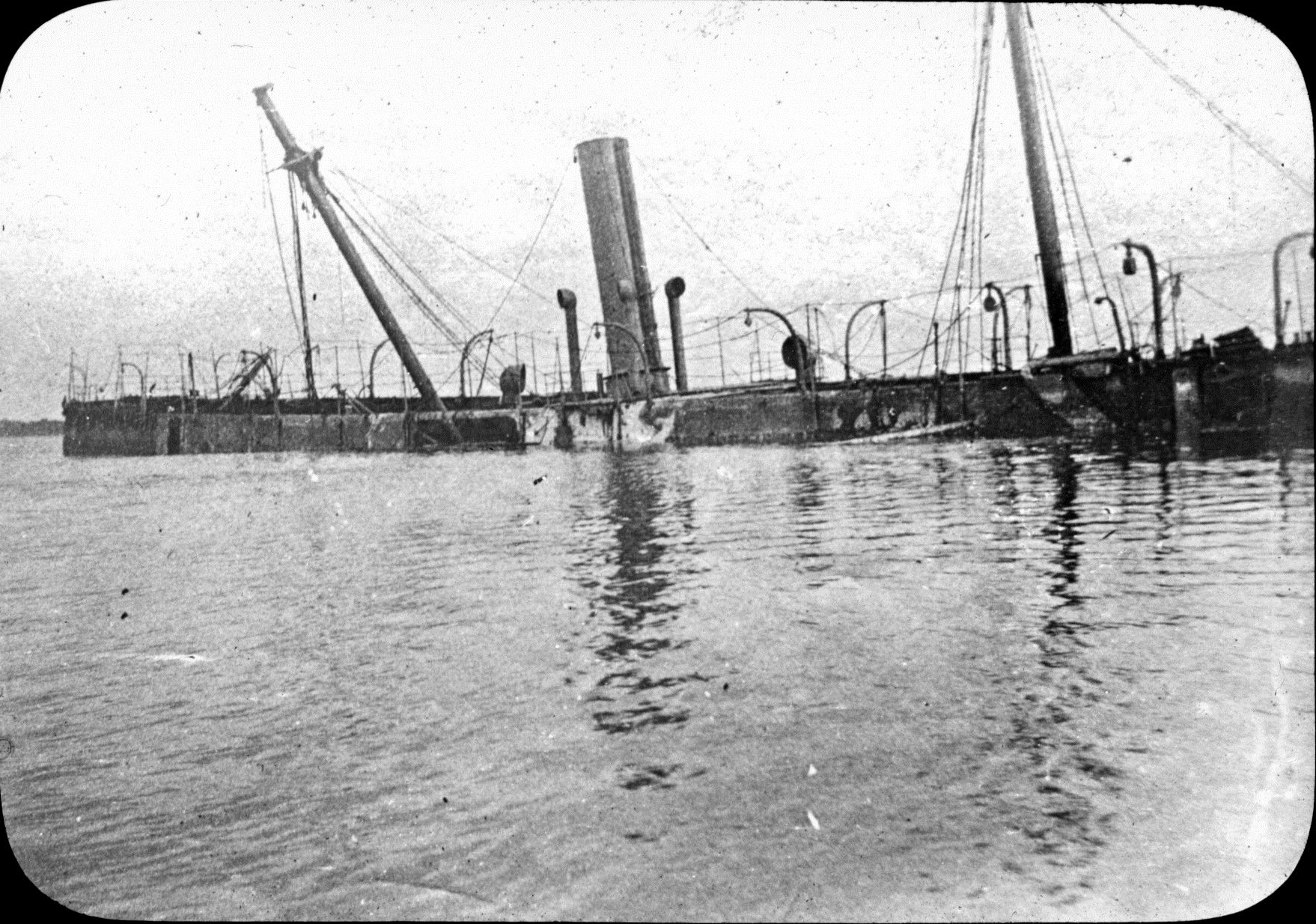
벨라스코의 난파